# Командитне товариство
Команди́тне товари́ство — товариство, у якому разом з одним чи більше учасників, які здійснюють від імені товариства підприємницьку діяльність і несуть відповідальність за зобов'язаннями товариства всім своїм майном, є один чи більше учасників, відповідальність яких обмежується вкладом у майні товариства (вкладників).
Якщо у командитному товаристві беруть участь два або більше учасників з повною відповідальністю, вони несуть солідарну відповідальність за боргами товариства.
При вибутті усіх вкладників учасники з повною відповідальністю вправі замість ліквідації товариства перетворити його в повне товариство. У цьому випадку, як і у разі ліквідації товариства, необхідно внести відповідні зміни до засновницького договору і провести державну реєстрацію.